# Culture de masse
Pour les articles homonymes, voir Masse (homonymie).
 (décembre 2018).
Si vous disposez d'ouvrages ou d'articles de référence ou si vous connaissez des sites web de qualité traitant du thème abordé ici, merci de compléter l'article en donnant les références utiles à sa vérifiabilité et en les liant à la section « Notes et références ».
 (décembre 2018).
- Si vous ne connaissez pas le sujet, laissez ce bandeau (vous pouvez alors contacter les auteurs).
- Si vous supprimez le contenu mis en cause (vous pouvez préalablement contacter les auteurs),

argumentez précisément cette suppression dans la page de discussion
(un manque de référence n'est pas un argument ; une recherche réelle de référence doit avoir été effectuée, être formellement documentée).

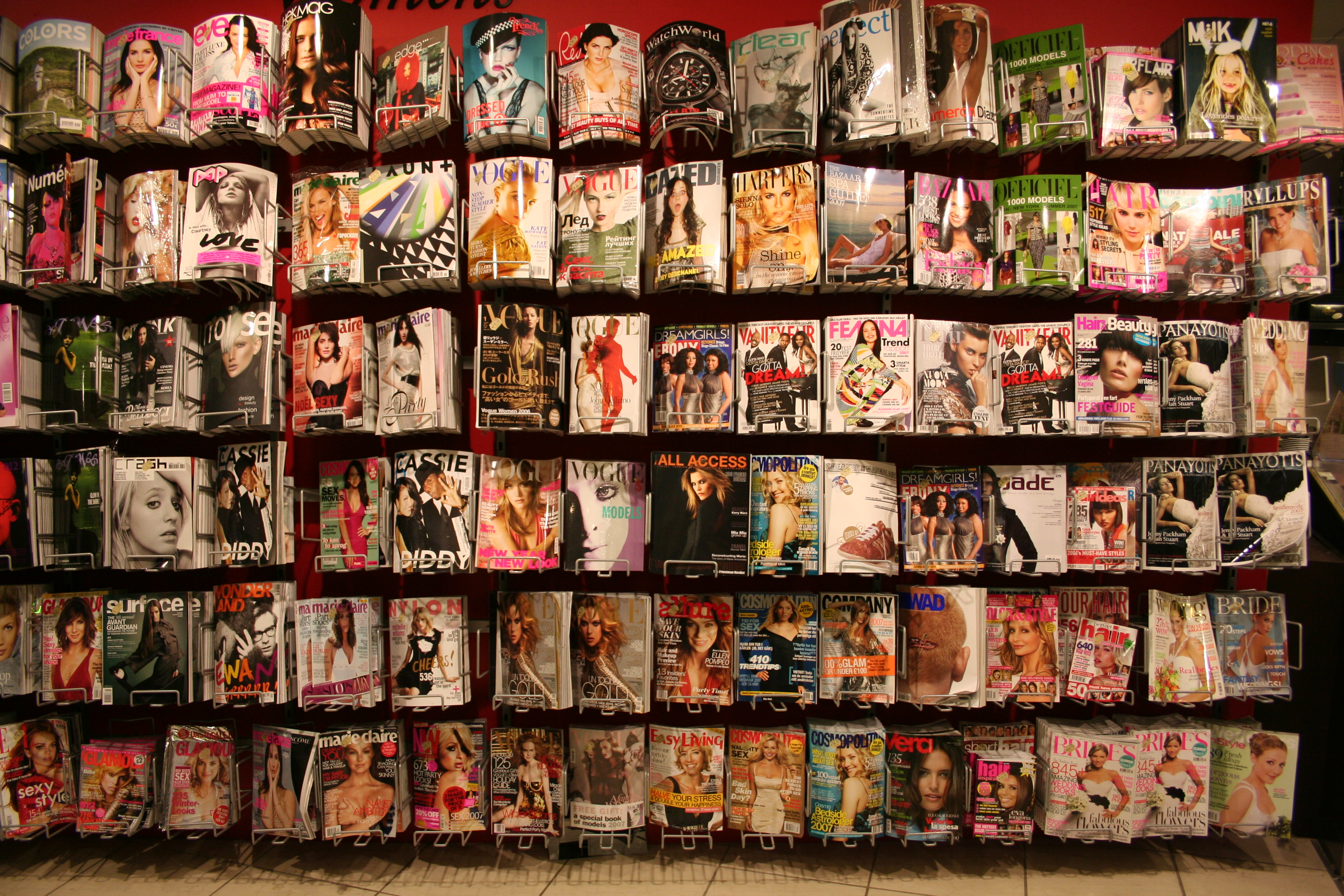
La presse écrite constitue un vecteur important de la culture de masse.
Magazines de mode à Copenhague.

La culture de masse (à ne pas confondre avec culture populaire) désigne une forme de culture liée à un commerce découlant des modes de production et de consommation des sociétés industrielles modernes. Elle est véhiculée par des produits destinés à être vendus au plus grand nombre. Elle est ainsi étroitement associée à la société de consommation, en particulier par le fait de dépendre des modes de production et de rentabilité des entreprises capitalistes. Sous l'influence (en) du marketing et des médias de masse, elle peut donner lieu à des modes plus ou moins passagères. Les modes les plus durables peuvent influencer les modes de vie et cela à une échelle qui est désormais mondiale.
Le terme s’oppose à celui de « culture savante » et de culture populaire. Dans un but de marketing ou de distinction sociale, une confusion est parfois entretenue entre culture de masse et culture populaire.

## Vue d'ensemble
La culture de masse, inhérente à une société qualifiée de manière identique, est donc un mouvement social vers des connaissances artistiques, culturelles, vers un système d'éducation, un mode de vie sociale et de pensée, un style de comportement, et qui se traduit par un acte de consommation ainsi que par des codes de reconnaissance sociale. Ce mouvement pousse à une uniformisation de la perception de la réalité à l'échelle intercommunautaire.
L'une des principales caractéristiques de ce phénomène est de rationaliser les rapports et les échanges humains autour de la sphère économique. Selon Alain Corbin, « le temps libre est rattrapé par le temps commercial, qui l'intègre dans une économie avant tout soucieuse de rationalité et de productivité ».
Dans ce sens, la culture de masse semble œuvrer pour la démocratie en insérant des individus qui paraissent plus épanouis (plaisir et dimension jubilatoire de la consommation culturelle) et mieux informés dans les espaces publics où se négocie en permanence le lien collectif. Cependant, cette culture de masse peut également avoir des effets pervers et produire une certaine forme de dépolitisation. C'est ce que démontre le linguiste Raffaelle Simone dans son ouvrage intitulé Le Monstre doux. Il s 'appuie pour illustrer sa thèse sur l'exemple de l'Italie contemporaine marquée par le berlusconisme, celle-ci incarnant en effet la prégnance de cette nouvelle forme de totalitarisme soft où l'injonction au divertissement et à la consommation substitue à la figure du citoyen celle d'un consommateur narcissique et indifférent au bien commun. Selon l'auteur, cette évolution valide les prophéties d'Alexis de Tocqueville qui avait au XIXe siècle mis en avant les effets pervers potentiels de la massification induite par l'avènement de la démocratie libérale. L'influence des médias, l'illusion du choix des informations auxquelles on accède et l'identification à un « phénomène » de groupe peuvent ainsi théoriquement permettre aux individus de se rassembler autour de valeurs démocratiques communes.
Le terme « société de consommation » est la simplification du terme « société industrielle de consommation dirigée », défini par Henri Lefebvre comme étant l'état du capitalisme d'après la Seconde Guerre mondiale. Cependant, les prémices de cette ère de consommation de masse sont apparues bien avant, au moment de l'industrialisation massive de nos sociétés occidentales.

## Historique

### La culture de masse dans le monde antique
La culture de masse dans le monde antique est souvent associée à l'expression latine panem et circenses (« Du pain et des jeux »). Les combats de gladiateurs, les affrontements entre bêtes féroces, les courses de chars et de chevaux, les représentations théâtrales apparaissent comme la préfiguration de la notion de culture de masse fabriquée par l'élite dans un but de distraction et surtout de régulation sociale.

### Journaux à grande diffusion
En France, la culture de masse a commencé à se développer dans les années 1860, avec l'essor des premiers journaux à grande diffusion, de leur développement et du principe de concurrence dans lequel ils sont alors entrés, participant à l'essor des entreprises de distribution. En 1890, l'ampleur prise par ce phénomène a poussé Félix Vallotton à qualifier l'époque d'« âge du papier » sur sa couverture du périodique Le Cri de Paris. Pour exemple, la presse parisienne tire chaque jour un million d'exemplaires en 1870 pour plus de cinq millions en 1914, tandis que la presse régionale passe de 300 000 exemplaires à quatre millions.

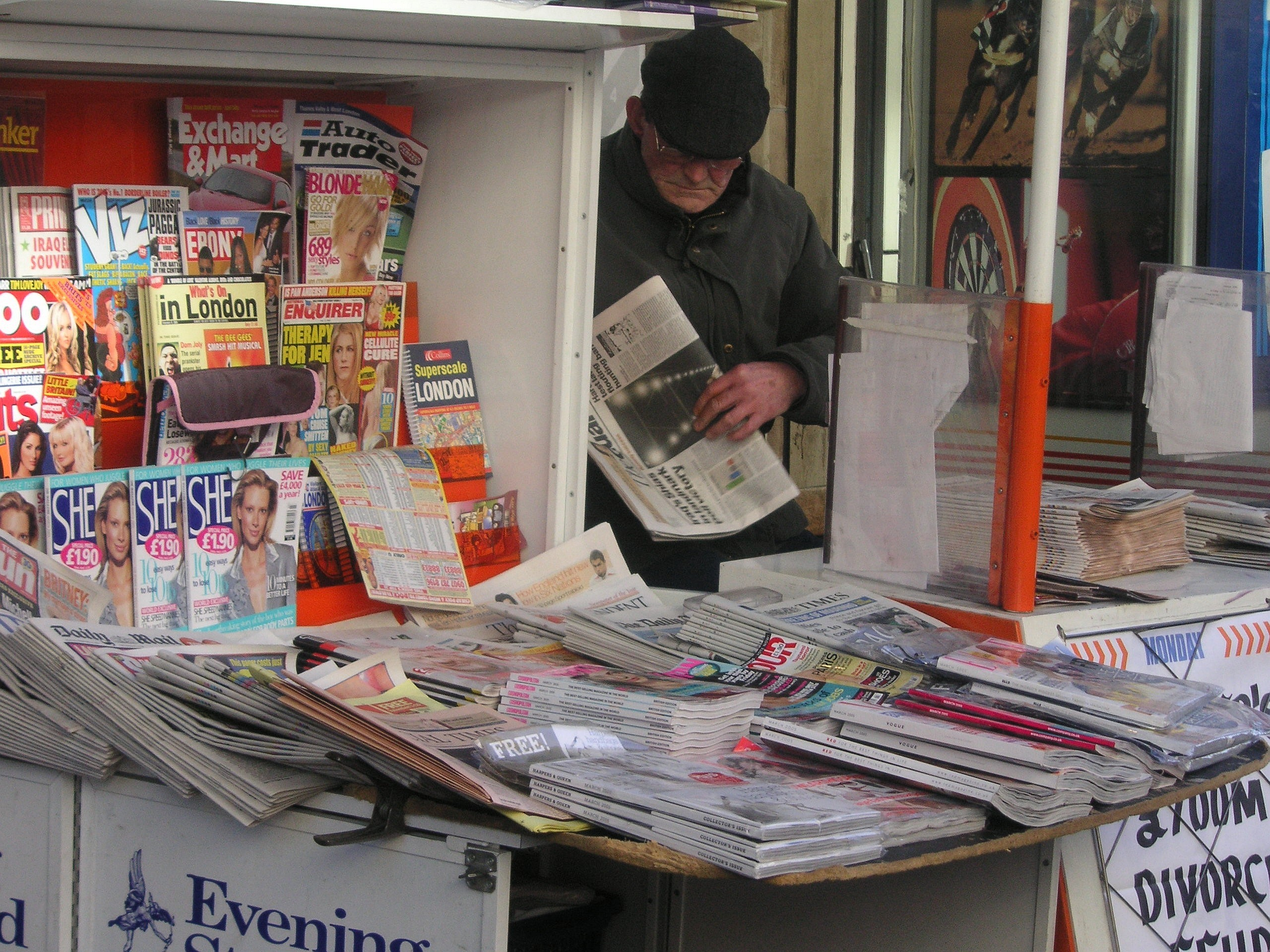
Vendeur de journaux, Paddington, Londres, février 2005

Si ces journaux ont pu se développer, c'est principalement pour trois raisons :
- L'élargissement du public alphabétisé, avec les avancées en matière d'accès à l'école qu'a connues le XIXe siècle (lois Ferry…). Les journaux y ont gagné de nouveaux lecteurs et les éditeurs sont pleinement entrés dans la distribution de manuels scolaires à grande échelle pour satisfaire les nouveaux besoins issus de l'augmentation de nombre d'élèves dans les écoles et de la durée de leurs cursus.
- La libération du carcan administratif avec l'assouplissement de la liberté de la presse qui s'est progressivement mis en place après la révolution de 1789. Dès 1881, la République garantit la liberté d'expression.
- Les progrès techniques dans les procédés d'impression et de diffusion. Ainsi, l'évolution des techniques d'impression permet d'offrir jusqu'à six ou douze pages par publication, par ailleurs mieux mises en formes[7], tandis que l'arrivée du train et du télégraphe permettent à l'information de circuler plus rapidement et de distribuer des journaux identiques rapidement dans toute la France.

Ce phénomène a participé à un ample processus d'acculturation et d'homogénéisation culturelle, puisque les Français ont pu accéder aux mêmes informations. De plus, cette période du XIXe siècle où les villes se sont considérablement développées a mis en évidence la nécessité de les rendre plus vivantes. Occuper les rues, les fêtes, les foires, la vie dans les grands boulevards où les attractions sont devenues un fer de lance commercial pour l'attractivité des villes. Ce bond en avant de l'industrie de spectacle permet alors de rassembler, par delà les distinctions sociales, le plus large public.
Il reste cependant des distinctions géographiques, l'exemple de Paris nous montre à l'est le Bois de Vincennes et les guinguettes du bord de Marne pour les ouvriers, employés… et l'ouest avec le Bois de Boulogne pour la classe de haute bourgeoisie. Puis le centre des affaires (la Bourse), de la politique, les quartiers de commerce avec le développement des grands magasins. Aujourd'hui encore, les grandes manifestations des villes n'attirent pas forcément le public des banlieues (transport pas adapté par exemple).
Aux XIXe et XXe siècles, la culture de masse a considérablement évolué en Occident, puis dans le monde entier avec le développement de la presse écrite, de l'enregistrement sonore, de l'invention du cinéma, de la radio et enfin de la télévision, qui ont permis aux populations d'accéder à une culture très riche en images, textes et informations diverses. Avec l'élévation du niveau de vie, apparaît dans les années 1960 la notion de civilisation des loisirs. Depuis les années 1990, la diffusion et la commercialisation d'une culture de masse se sont encore développées avec le réseau Internet ou avec le succès de supports numériques tels que le CD audio ou le DVD. En 2004, on estime que 40 % du commerce mondial est numérique[réf. nécessaire]. Le nombre de nouveaux films, livres ne fait qu'augmenter chaque année. De même la multiplication des chaînes de télévision donne un choix toujours plus large et varié au consommateur culturel.

### Diffusion par l'image
On peut également lier le développement de la culture de masse à l'utilisation de plus en plus intensive de l'image dans les médias et aux différents progrès techniques qui ont rendu plus facile la diffusion de l'image (photographie, télévision, magazines, Internet…). Selon Dominique Kalifa, « la culture de masse est une culture de l'image ». La presse en s'illustrant et la possibilité pour les éditeurs de toucher le public des enfants avec des livres « très imagés » ont rendu les populations demandeuses d'images.
Aujourd'hui l'image est largement récupérée par les publicitaires et les services marketing des entreprises qui se sont habitués à communiquer de cette manière.
En 1860, « la revue photographique » parle ainsi de l'expansion du format carte de visite qui permet alors de réduire les coûts du portrait photographique. « C'est le triomphe de la démocratie et de l'égalité sociale ». Enfin, chacun est devenu capable de jouir d'un procédé technique innovant.
Les photos et la facilité de leur reproduction, en bouleversant les représentations de soi et des autres et en nous offrant des regards sur le monde, ont ainsi permis d'unifier des modes de vie, des habitudes vestimentaires au choix de l'endroit où nous pouvons porter notre attention. Elles nous offrent synthèses et représentations de ce qu'est la réalité.

### Images mobiles: le cinéma
L'arrivée des images « mobiles » c'est-à-dire du cinéma, n'a fait qu'amplifier ce phénomène de culte et d'intérêt collectif pour l'image. Ce phénomène de grande ampleur, qui touche la masse, c'est-à-dire dans lequel chaque individu susceptible d'accéder à de l'information depuis les différents médias, est ainsi à l'origine de ce qu'on appelle aujourd'hui la culture de masse.
Les médias ont réussi, grâce aux faits « omnibus » qui intéressent tout le monde sur un mode qui ne touche à rien d'important, à centrer les hommes autour des mêmes représentations de ce qu'est la réalité.

### Radiodiffusion
En 1920, la radio était encore peu diffusée dans les foyers, puisqu'il n'y avait que 500 000 postes de radio. En 1940, au moment du fameux appel du 18 Juin du général de Gaulle, il y avait 5,5 millions de postes.
La possibilité de « cibler » et de pouvoir homogénéiser des publics éparpillés ont participé au développement de la publicité et donc de l'intérêt des industriels dans la prise de contrôle des moyens de diffusion.

### Américanisation

#### Cas de la France
À la sortie de la Seconde Guerre mondiale, en négociant l'annulation de la dette française envers les États-Unis, Léon Blum dut accepter, lors des accords Blum-Byrnes de mai 1946, que les films hollywoodiens puissent être projetés dans les salles de cinéma françaises. Il s'ensuivit une diffusion de l'american way of life, qui participa à une certaine forme de développement de la culture de masse de la Culture américaine. Les Français commencent à découvrir une culture qui se dilue, largement, dans les sodas anglo-saxons.
Le développement massif de la culture de masse aux États-Unis, et ce qu'on a appelé « l'américanisation » du monde dans les années 1930, va amener de nombreux intellectuels et sociologues à se pencher sur l'influence de la culture de masse sur nos modes de vie.

### La médiation culturelle
- Si vous ne connaissez pas le sujet, laissez ce bandeau (vous pouvez alors contacter les auteurs).
- Si vous supprimez le contenu mis en cause (vous pouvez préalablement contacter les auteurs),

argumentez précisément cette suppression dans la page de discussion
(un manque de référence n'est pas un argument ; une recherche réelle de référence doit avoir été effectuée, être formellement documentée).
En France, depuis la fin de la Seconde Guerre mondiale, le Gouvernement essaye de redonner un intérêt à l'art et à la culture. En 1959, André Malraux, alors devenu le tout premier ministre de la culture sous la présidence de Charles de Gaulle, lance la création des Maisons de la Culture afin de valoriser l'art et la culture dans toutes les provinces françaises et plus seulement en région parisienne. Il veut donner un intérêt à l'art en province. Cependant, il ne valorise pas l'apprentissage de la culture à l'école. Pour Malraux, il suffit de placer les gens face à une œuvre d'art pour qu'il la comprennent. Il y a donc deux approches de la culture selon lui : une sensible (où on apprécie l'art tel qu'il est sans l'analyser ou sans le comprendre) et une intellectuelle (où des médiateurs essayent de faire aimer l'art au plus grand nombre).
Dans les années 1970, le Gouvernement français se rend compte que l'ouverture de structures ne suffit pas à la démocratisation de la culture. Il emploie alors des animateurs culturels afin de favoriser le lien entre la population et l'art et afin de regrouper différentes classes sociales. C'est un processus difficile à mettre en place puisque que les plus riches stigmatisent les plus pauvres et ne veulent pas être mélangés avec eux. La démocratisation de la culture pour toutes les classes sociales est donc très compliquée à mettre en place pour des raisons sociales. À la fin des années 1970, des émeutes éclatent dans les cités.
Bourdieu va alors intervenir. Selon lui, il faut rendre accessible les grandes œuvres d'art au plus grand nombre. Il va scinder la notion de culture en deux sens différents : la culture anthropologique et la culture cultivée.
La culture anthropologique définit la culture comme étant personnelle à chaque individu, elle est donc différente d'une personne à une autre. Elle ne sert qu'à conforter les individus dans leur propre culture sans les cultiver davantage.
La culture « cultivée » (souvent dite « élitiste » car elle crée des barrières sociales à cause de l'absence d’ascenseur social dans les banlieues : on ne s'approche pas de l'art si on n'y a pas été éduqué).
En 1981, lorsque François Mitterrand arrive à la présidence de la France, il fait de la culture un des piliers de son programme, il augmente le budget alloué à la culture par l’État et nomme Jack Lang au ministère de la culture.
Ce dernier va améliorer les décisions prises par Malraux durant son mandat. En effet, il va apporter son soutien aux arts contemporains, aux arts plastiques, aux Cités de la musique (il créera d'ailleurs la Fête de la musique en 1982), il apporte également son soutien aux artistes en essayant de leur donner une certaine notoriété. Il y a donc une véritable ouverture vers des arts jusqu'alors jugés illégitimes.
Jack Lang crée également les Fonds régionaux d'art contemporain (FRAC), en 1982, afin de décentraliser l'art en France et de le rendre accessible à toutes les régions françaises.
Malheureusement, la médiation culturelle connaît un recul. En effet, de plus en plus d'artistes deviennent directeurs d'institutions de l’État (théâtres, cinémas…). Il y a donc médiation par l'artiste lui-même qui transforme donc la médiation en spectacularisation et ne parle que de ce qu'il connaît (son art) à des gens qui ont déjà une certaine culture artistique.

### Évolution auXXIesiècle
L'apparition d'internet oblige à reconsidérer le concept de culture de masse. Alors qu'une majorité d'intellectuels, d'obédience marxiste et dans le sillage de Noam Chomsky, y voient une « fabrique de l'opinion » et avant toute chose l'exercice d'une domination sociale, d'autres, qui mènent une réflexion sur le phénomène technique dans son ensemble, et pas seulement des médias de masse, y voient la marque d'une aliénation affectant tout le monde, aussi bien les classes dominantes que les classes dominées.

### Arts visuels
Les arts visuels incluent une variété d'expressions culturelles et festives telles que la kermesse, le guignol, et le théâtre. Le cinéma, notamment le cinéma de genre, occupe une place importante, tout comme l'animation, qui englobe les images de synthèse et les dessins animés. Des spectacles populaires comme le cirque et le catch apportent également une dimension divertissante. Les événements festifs tels que les fêtes foraines, le Fest-Noz, et la Fête de la musique rassemblent des communautés autour de la culture et du divertissement.

### Jeux

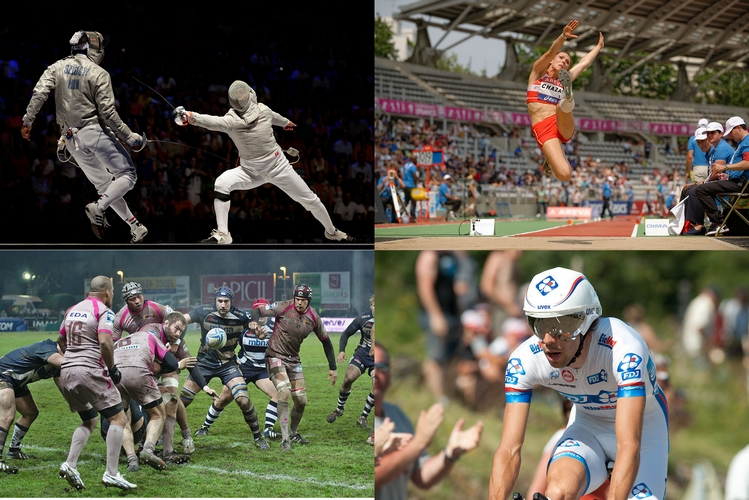
Exemples de sports : escrime, athlétisme, rugby à XV et cyclisme.

- Sport :
  - Basket-ball ;
  - Boxe ;
  - Bowling ;
  - Tennis ;
  - Cyclisme ;
  - Football ;
  - Rugby à XIII ;
  - Rugby à XV ;
  - Pétanque.

- Flipper.

- Jeu de cartes :
  - Aluette ;
  - Bridge ;
  - Belote ;
  - Tarot ;
  - Crapette.

#### Jeux vidéo

Capture animée du jeu Prince of Persia, typique du jeu de plate-forme en 2D avec des pièges à éviter et des ennemis à éliminer.

- Jeu d'action :
  - FPS ;
  - TPS ;
  - Jeu de combat ;
  - Shoot 'em up.

- Jeu d'action-aventure ;
- Jeu d'aventure.

- Jeu vidéo de rôle :
  - Porte-monstre-trésor ;
  - MUD ;
  - Dungeon crawler ;
  - Hack 'n' slash ;
  - Rogue-like ;
  - Action RPG ;
  - Tactical RPG ;
  - MMORPG.

### Art
- Imagerie populaire ;
- Artisanat de tranchée ;

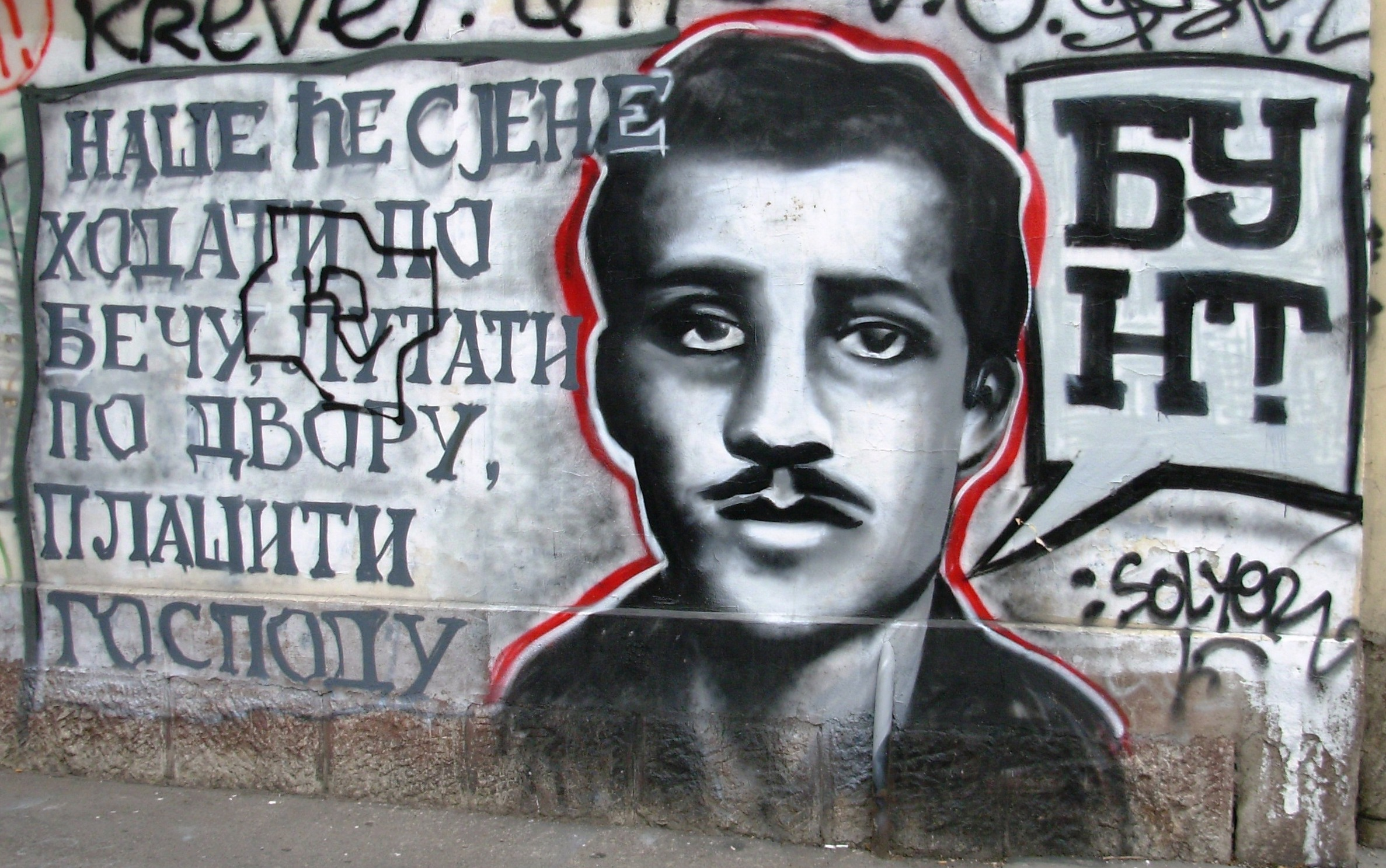
Graffiti historique de Gavrilo Princip à Belgrade (Serbie).

- Bande dessinée, manga, roman graphique ;
- Art naïf ;
- Art brut ;
- Arts et traditions populaires ;
- Graffiti ;
- Peintures des Poyas ;
- Pop art ;
- Art urbain ou  Street art.

### Artisanat

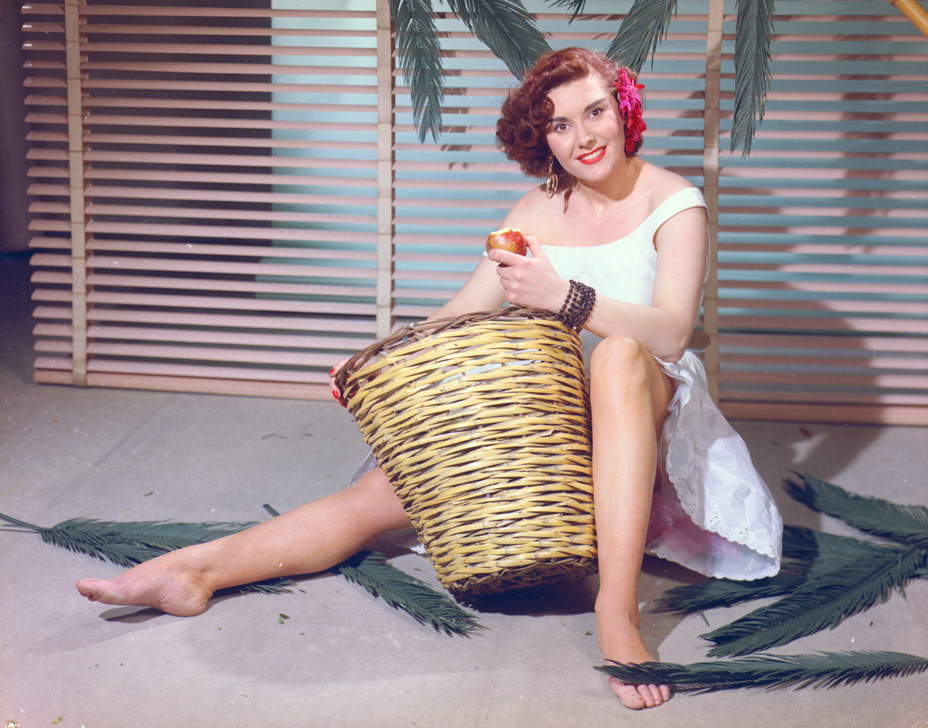
Séance photographique du modèle : Lisa Trent, en mai 1958.

- Artisanat Textiles :
  - Broderie ;
  - Couture ;
  - Tricot ;

- Arts décoratifs ;
- Objets :
  - Brocante ;
  - Bricolage.
- Cuisine ;
- Jardinage.

### Nouvelles technologies
- Art numérique :
  - Smileys ;
  - Art ASCII.

## Autre culture, dite «populaire»
Le développement de la culture de masse a également intégré rapidement les milieux ouvriers et paysans. Ils ont ainsi peu à peu été pris pour cible par des phénomènes d'industrialisation culturelle autant pour les hommes que pour les femmes ou les enfants.
Ce phénomène a été rendu possible grâce aux glissements des valeurs des classes supérieures vers celles des classes inférieures (popularisation des valeurs bourgeoises). L'industrialisation a permis de développer et de vendre moins cher des produits pour mettre à disposition de chacun des biens de consommation qui allaient de soi dans d'autres milieux : appareils photo, bibliothèques (fabriquées avec des bois ordinaires et considérés comme non-nobles), livres de poche…
En justifiant la puissance d'un modèle économique, la création des expositions universelles (au début du XIXe siècle) reste l'exemple phare de cette « popularisation » des pratiques culturelles. En vulgarisant les sciences et en excitant la curiosité du spectateur grâce à de grandes manifestations dans lesquelles toutes les populations des villes et des pays sont invitées, on a ainsi pu lier progrès industriel et progrès social.
Si l'on parle de culture populaire, c'est que les outils utilisés sont utilisables par tous, sans distinction de classe sociale ou d'origine géographique. En effet, la culture de masse peut se faire à l'échelle d'un pays ou d'un continent et ensuite avec la mondialisation et les moyens de communication, les idées se diffusent et deviennent homogènes.
Molière, Goethe ou Shakespeare (qui sont chacun des symboles littéraires nationaux) ne permettent pas forcément un échange international et ne mettent pas les individus sur la même échelle de valeurs sur le plan international. Contrairement à Harry Potter, traduit dans de nombreuses langues.
Selon le designer Richard Hamilton, la culture populaire (c'est-à-dire conçue pour une audience de masse) se définit comme un outil facile se diffusant à court terme, bon marché, produit en série, destiné à la jeunesse, spirituel, sexy, truqué, séduisant et lié au big business.
Cette définition peut ainsi s'appliquer et expliquer le succès international de groupes de « pop music » qui inondent aujourd'hui nos écrans de télévision dont l'esthétique et le contenu artistique se veulent représentatif d'une société tournée vers la consommation de masse.
En prenant ainsi l'exemple d'un groupe de musique, une maison de disques qui voudrait en créer de toutes pièces, pourrait appliquer les caractéristiques de la définition d'Hamilton :
- audience de masse (radio, télévision, Internet, disques et baisse des prix des supports qui permettent d'utiliser ces outils…),
- éphémère et vite oublié (effet de mode, de nouveauté donc remplacé par un autre dès les premiers signes de faiblesse commerciale),
- bon marché (les supports de diffusion comme les disques ou internet coûtent peu à fabriquer dans une production de masse),
- produits en série, superficiel (les textes sont sans prétention et les harmonies sont simples),
- musique véhiculée par des chanteurs jeunes, spirituels, sexy et séduisants,
- lié au big business (les maisons de disques sont aujourd'hui des multinationales).

Cette production culturelle permet ainsi de viser de nombreux adolescents de toutes les origines sociales.
Le système procède ainsi à une mise en scène généralisée des désirs via les objets « cultes », fondée sur la consommation rapide de signes et sur le développement des modes.
Le politologue Benjamin Barber y observe ainsi la naissance d'une culture mondiale, impulsée par les firmes globales, relayée par une avant-garde urbaine et mondialisée. Il appelle cette culture « Vidéologie », « réduite à l'état de denrée, ou l'habit fait le moine et où le look devient idéologie ».

## Industrialisation et enjeux financiers
La photographie, le cinéma, la radio et aujourd'hui Internet sont des formes de diffusion culturelles directement liés à la machine. La combinaison de facteurs techniques, industriels et artistiques pour la production de biens culturels en grande quantité signifie la mise en place d'enjeux financiers considérables.
La culture de masse représente l'ensemble des productions, des pratiques et des valeurs modelés par les « agents » de l'industrie culturelle. Dans cette relation entre technique et culture, le recours au progrès technique comme facteur de productivité constitue alors un élément décisif dans tout passage à une production de masse.
Avec la publicité, les industriels vont pouvoir associer aux images un impact commercial en encourageant la consommation. Cet attrait publicitaire représente alors une aubaine pour les tenants des moyens de diffusion qui peuvent alors espérer une pérennisation de leurs activités. Les publicités ont ainsi participé à la création des premières radios nationales en finançant les installations techniques.
Dans le milieu du cinéma, des entreprises comme Pathé ou Gaumont se sont constituées pour pouvoir contrôler la diffusion des films et créer ainsi des circuits. Elles développent alors la notion de « cinéma d'exclusivité » obligeant les spectateurs à venir dans leurs salles pour assister aux représentations des films à gros budget. L'attachement du public à ce type de cinéma va permettre aux industries de se pérenniser et donc d'investir dans le développement de leurs activités en implantant de nombreuses salles et en finançant la recherche et les équipes pouvant apporter de l'innovation dans ce milieu.

## Critiques
La culture de masse a rapidement trouvé ses détracteurs. Dès la monarchie de Juillet (1830-1848), des voix s'élevèrent contre « les ravages d'une culture jugée abêtissante, pernicieuse et dangereuse pour l'ordre social » ; alors que s'élaborent les théories marxistes remettant en cause le capitalisme.
Naîtra ensuite au XXe siècle, tout un mouvement exprimant ses inquiétudes envers les capacités des nouveaux médias à l'endoctrinement ou à la manipulation idéologique alors que s'opposent rapidement les principes de rationalisation, de standardisation et de division du travail. (vite fabriqué, vite consommé, vite remplacé). La fonction de la culture de masse n'est alors que le nivellement, l'aliénation et l'endoctrinement d'un public perçu comme une masse homogène et passive.
En effet, les médias contrôlés par les industriels, choisissent les artistes ou les auteurs à mettre en valeur suivant leur potentialité à toucher le plus large public possible. Ceci a permis d'imposer aux auteurs, voulant être publiés, un cahier des charges (cas de la presse). La création perd alors sa mission d'alternative critique et la culture s'ouvre aux mécanismes de la domination de ceux qui possèdent les moyens de diffusion.
Selon Bertrand Lemonnier, « l'art ne cherche pas à se conformer aux goûts du public ou, comme dans l'abstraction, à s'en éloigner, mais à suivre les normes posées par les mass media et la publicité ». Le développement massif de la culture de masse aux États-Unis, et ce qu'on a appelé « l'américanisation » du monde dans les années 1930, va amener de nombreux intellectuels et sociologues à se pencher sur l'influence de la culture de masse sur nos modes de vie.
L'école de Francfort, groupe d'intellectuels allemands réunis autour de l'institut de recherche sociale fondé en 1923, est connue pour s'être penchée sur l'apparition de la culture de masse dans les sociétés modernes. Elle en développera une critique à l'aide du concept de l'« industrie culturelle ». Selon Walter Benjamin, les photos et nouvelles technologies de la reproduction ont produit la perte de la fonction rituelle de l'œuvre d'art au profit de l'exposition en série. La technologie se met ainsi au service du système social et de sa reproduction.

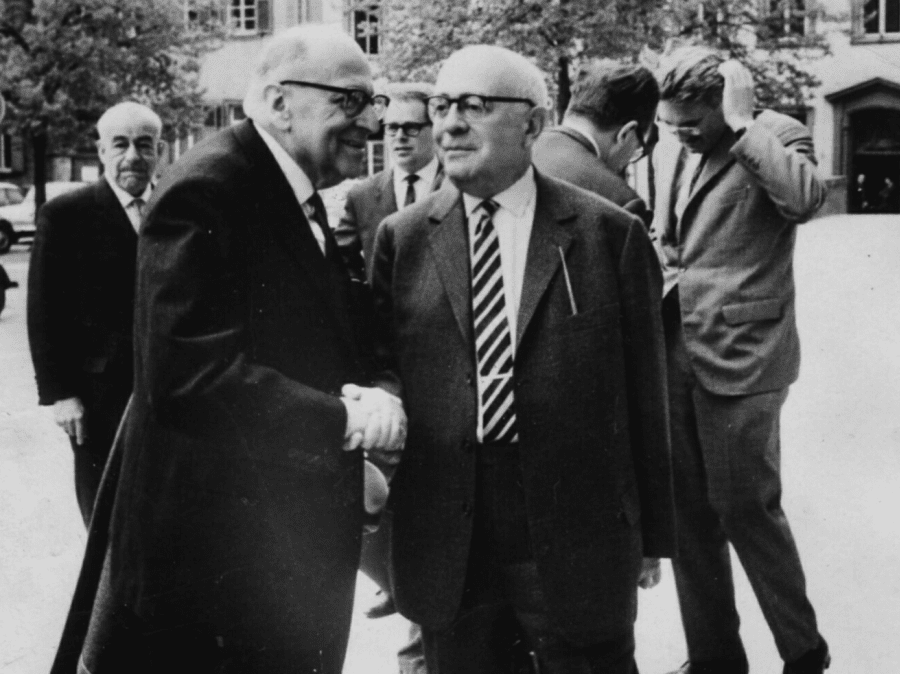
Max Horkheimer (à gauche), Theodor Adorno (à droite) et Jürgen Habermas (au fond, à droite) en 1965 à Heidelberg.

Deux autres sociologues de l'école de Francfort, Théodore Adorno et Max Horkheimer considèrent l'art comme instrument de libération et comme force motrice dans la lutte pour changer le monde. La culture de masse est alors le symptôme d'une civilisation qui programme l'autodestruction de la raison et le déclin de la conscience critique. « L'esprit ne peut survivre lorsqu'il est défini comme un bien culturel et destiné à des fins de consommation. La marée d'informations précises et d'amusements domestiqués rend les hommes plus ingénieux en même temps qu'elle les abêtit ».
Selon eux, la culture de masse n'est donc qu'un moyen de garrotter la conscience de l'homme. Puisqu'elle donne l'illusion du choix, qu'elle automatise la consommation et l'identification, qu'elle rend impossible la dissidence, que le consommateur est réduit à l'état d'objet et qu'elle substitue le conformisme à l'autonomie.
Des critiques peuvent être également apportées quant à la capacité de la culture de masse à homogénéifier les individus pour créer une société aux valeurs démocratiques communes. La standardisation des offres et des références signifie moins la constitution d'une grande communauté homogène que son éparpillement en de nombreux publics différenciés puisque le capitalisme va aujourd'hui chercher à trouver des cibles marketing dans chaque catégorie de population.
Les pratiques culturelles investissent ainsi la diversité des choix et des modes d'appropriation.